# CHAMP

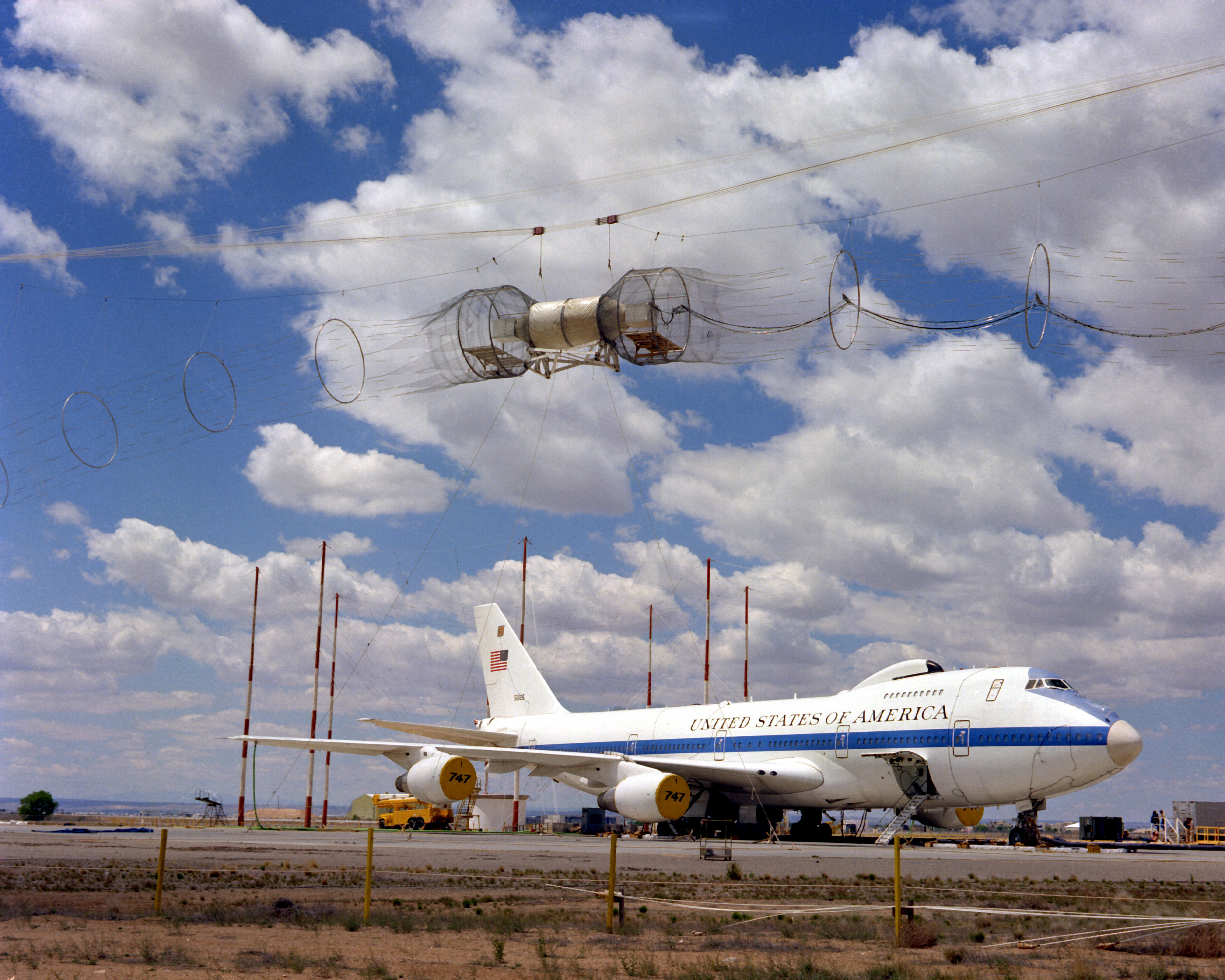
Vista frontal dreta d'un lloc de comandament aerotransportat avançat (AABNCP) E-4 al simulador de pols electromagnètic (EMP) per a la prova. Ubicació: BASE AÈRIA DE KIRTLAND, NOU MÈXIC (NM) ESTATS UNITS D'AMÈRICA (EUA).

El Projecte de míssils avançats de microones d'alta potència contraelectrònica (CHAMP) és una demostració tecnològica conjunta dirigida pel Laboratori d'Investigació de la Força Aèria, Direcció d'Energia dirigida a la Base de la Força Aèria de Kirtland per desenvolupar una arma d'energia dirigida llançada per l'aire capaç d'incapacitar o danyar sistemes electrònics mitjançant un EMP (pols electromagnètic).

## Desenvolupament
El 22 d'octubre de 2012, Boeing va anunciar una prova reeixida del míssil. CHAMP va desactivar set objectius diferents abans d'autodestruir-se sobre el desert buit.
La Força Aèria dels EUA esperava disposar de tecnologia per a una arma contraelectrònica orientable "disponible" el 2016, quan es provaria un paquet de microones d'alta potència (HPM) de tirs múltiples, múltiples objectius a bord d'un AGM-86 ALCM. A mitjans de la dècada de 2020, s'espera que les armes HPM s'integrin en una "arma de tipus JASSM-ER " i en petites plataformes reutilitzables com l'F-35 Lightning II i vehicles aeris no tripulats. Es poden desitjar armes HPM en situacions en què un edifici objectiu ha de ser activat i tancat, sense afectar els edificis que l'envolten. Altres millores potencials podrien incloure augmentar l'autonomia i posar-la en míssils hipersònics.
El CHAMP és superior a altres armes de guerra electrònica perquè destrueix l'electrònica, en lloc de bloquejar-se, cosa que afecta temporalment els sistemes que tornen a estar en línia quan es deixa d'aplicar. El Congrés ha suggerit reutilitzar l'excés de míssils de creuer desmilitaritzats en virtut del Tractat de Forces Nuclears d'Alt Intermedi per convertir-los en armes CHAMP sense violar-lo. El 14 de maig de 2015, la Força Aèria va designar el Lockheed Martin JASSM-ER com el vehicle aeri òptim per transportar la càrrega útil CHAMP. CHAMP és capaç de fer fins a 100 trets per sortida.
El maig de 2019, es va revelar que la Força Aèria havia desplegat almenys 20 míssils equipats amb CHAMP.

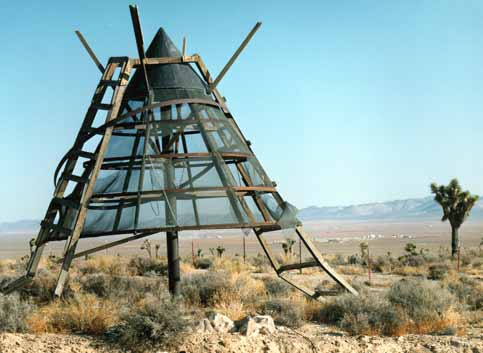
Torre de polsos electrònics

## A terra
L'any 2013, Raytheon va demostrar un sistema de microones d'alta potència de defensa aèria a terra derivat de la tecnologia CHAMP, desactivant l'electrònica en petits UAV. El demostrador s'assembla al dispositiu de control de multitud no letal del sistema de denegació actiu, inclòs el seu reflector i mirall de direcció. Està integrat amb el seguiment automatitzat de radar. Els serveis i les agències han expressat interès en la tecnologia per desactivar els petits UAV que infringeixen llocs sensibles. Tot i que el prototip actual mesura 6 m (19,7 ft), l'empresa ha dissenyat un sistema de la meitat de la mida que pot oferir la mateixa capacitat.

## Successor
L'AFRL i l'Oficina d'Investigació Naval realitzaran proves durant l'estiu de 2022 de l'arma d'atac electromagnètic no cinètic conjunt d'alta potència (HiJENKS), successora del CHAMP utilitzant tecnologia HPM més petita i més robusta que es pot integrar en una gamma més àmplia de sistemes portadors.